# Дизелист (тральщик)
«Дизелист», МТЩ «Дизелист» — советский морской тральщик проекта 266М (шифр «Аквамарин») Черноморского флота ВМФ СССР и Черноморского флота ВМФ России.

## Служба
Морской тральщик «Дизелист» проекта 266М (шифр «Аквамарин») был заложен 22 февраля 1975 года на Средне-Невском ССЗ (заводской номер № 940). 1 августа 1975 года был спущен на воду. 30 сентября 1975 года вступил в строй и вошел в состав Черноморского флота.
Тральщик входил в состав 68-й бригады кораблей ОВР. Бортовые номера 906.
В 1984 году на боевой службе в Средиземном и Красном море. В августе 1984 года базу Нокра посещал отряд кораблей ВМФ СССР, осуществлявший траление вод Красного моря от мин, выставленных организацией «Аль-Джихад» в качестве протеста против поддержки «империалистами» ирано-иракской войны. В отряд входили ПКР «Ленинград», БПК «Красный Крым», БДК «Илья Азаров», МТЩ «Контр-адмирал Хорошкин», МТЩ «Дизелист», МТЩ «Зенитчик» и БМТ «Владимир Колечицкий». Траление вертолётами проводилось, но основная часть работы легла на морские тральщики "Дизелист", "Зенитчик" ЧФ и "Контр-адмирал Хорошкин" ТОФ , которые галсами постоянно ходили по квадратам и фарватерам у побережья Южного и Северного Йемена и Эфиопии.
Во время Эфиопо-эритрейского конфликта вступал в бой с силами сепаратистов. 19 декабря 1990 года МТЩ «Дизелист», конвоируя танкер «Шексна», потопил два из шести атаковавших его эритрейских катеров.
По итогам 1993 года тральная группа, куда вошли МТЩ «Снайпер», МТЩ «Дизелист» и МТЩ «Рулевой», завоевала переходящий приз главкома ВМФ России.
17 декабря 1994 года корабль был выведен из состава флота и в 1995 году был разделан на металл в Инкермане.

## Примечание
1. 1 2 3  Морской тральщик "Дизелист". Черноморский флот - информационный ресурс (2024). Дата обращения: 7 декабря 2024. Архивировано 13 января 2025 года.
2. ↑  Хроника «минного кризиса» в Красном море в 1984 г. Дата обращения: 31 августа 2009. Архивировано 6 июня 2009 года.
3. ↑  Широкорад А. Б. Российские военные базы за рубежом. XVIII—XXI вв.. — М.: Вече, 2013. — 368 с. — (Военные тайны XX века). — ISBN 978-5-444-1236-7.
4. ↑  Владимир Пасякин. Малые, да удалые // Красная звезда : газета. — 2009. — 15 апрель. Архивировано 8 декабря 2024 года.